# Dolní Pohleď
Dolní Pohleď település Csehországban, a Kutná Hora-i járásban. Dolní Pohleď Pertoltice, Horka II, Zruč nad Sázavou és Slavošov településekkel határos. Lakosainak száma 128 fő (2024. január 1.).

## Népesség
A település lakosságának változását az alábbi diagram mutatja:
| Lakosok száma | 258  | 268  | 180  | 131  | 126  | 96   | 83   | 91   | 115  | 128  |
|               | 1869 | 1890 | 1921 | 1950 | 1980 | 2001 | 2017 | 2019 | 2022 | 2024 |